# Hockey Club Innsbruck
L'HC Tiroler Wasserkraft Innsbruck - Die Haie è una squadra austriaca di hockey su ghiaccio che milita dalla stagione 2012-2013 nella EBEL (massimo campionato austriaco). Il 30 dicembre 2011, quando il club militava ancora in Nationalliga (seconda divisione austriaca) fece richiesta per partecipare alla serie A italiana (considerata meno dispendiosa dal punto di vista economico della EBEL) a partire dalla stagione seguente . La conquista della Nationalliga e il parere contrario all'iscrizione nel campionato italiano da parte della federazione austriaca indussero pertanto il club ad iscriversi nella EBEL.

Gioca le proprie partite casalinghe alla Tiroler Wasserkraft Arena di Innsbruck, alcune partite possono comunque venire disputate all'Olympiahalle Innsbruck dalla capacità di 8.000 posti.
La squadra è stata rifondata nel 1994 dopo che l'Innsbrucker EV, società fondata nel 1925 e che nel 1973 si fonderà con l'EC Innsbruck Pradl, chiuse i battenti. Negli anni 2000 fu fra le società fondatrici della EBEL, lega nella quale giocò sino la stagione 2008/09 quando venne retrocessa in Nationalliga.
La società tirolese ritornò nella lega transfrontaliera a partire dalla stagione 2012-13 dopo aver disputato 3 stagioni consecutive nella serie cadetta austriaca laureandosi campione nell'ultima.